# Torsten Sjöberg
Torsten Georg Sjöberg, född 19 juli 1910 i Film, Östhammars kommun, död 16 oktober 1944 i Göteborg, svensk speedway-förare.
Grundade speedwayklubben Rospiggarna och byggde Sveriges första speedwaybana i Orionparken i Hallstavik i Roslagen. Blev historiens första svenska mästare i speedway 1936 och kom att vinna de tre SM som kördes innan bensinransoneringen i samband med andra världskrigets i princip satte stopp för all motorsport i Sverige. Omkom i sviterna efter en olycka under en militär motorcykeltävling i Varberg i oktober 1944.